# 反芻亜目
反芻亜目（はんすうあもく、Ruminantia）は、哺乳類鯨偶蹄目（または偶蹄目）に属する分類群のひとつで、分類学においては亜目の階級が与えられている。シカ、キリン、ウシ、ヤギ、ヒツジ、カモシカなどを含む、かつての偶蹄目中で最大のグループであり、現在の陸上偶蹄類の繁栄の中心となっている。

## 進化史
偶蹄類の始祖は、新生代始新世の北アメリカ大陸及びユーラシア大陸に分布した、マメジカに似た小型有蹄類であったとされる。漸新世に至るまでに肢端の簡略化と走行への最適化が進んでいる。マメジカ科の祖先から派生したのが、シカ科を含むシカ上科である。特にシカ科は科特有の枝角を発達させている。シカ科から派生したとされるのがキリン科である。現生群としてはキリン及びオカピの二種が存在するが、オカピがキリン科祖先の形態を強く残している。ウシ科は現生の反芻亜目の中でも最大のグループである。漸新世に現れ、ユーラシアからアフリカに渡る多くの地域に進出し、先住の他の草食獣に対して優勢となっている。

## 特徴
反芻亜目における骨格上の共通の特徴としては、距骨上下端にある滑車状構造が互いに平行である点が挙げられる。その上で、ラクダ科などに見られるような、遠位の滑車に隆起線が存在しないということである。また、頭部に角を持つ系統が多数見られるが、各系統でその形態は異なっている。シカ科はアントラーと呼ばれる骨質の枝角を持つ。この角は、一年ごとに生え変わっている。またキリン科は隆起した骨を皮膚が覆う、オッシコーンと呼ばれる形態の角を持つ。ウシ科の角は、骨質の突起を角質の鞘が覆う、洞角と呼ばれる形態の角である。この角は枝分かれせず、生え変わることは無い。プロングホーン科の角は、骨質の芯の上に枝分かれした角質の鞘を持つ、独特の形態である。この鞘は、シカ科の角と同じく毎年生え変わる。
軟組織における特徴としては、反芻を行うことが挙げられる。反芻胃または複胃と呼ばれる通常4つに分化した胃を持ち、反芻を行うことによって、消化しにくい植物の繊維成分を消化吸収している。この4つに分割された胃の空間のうち、前3つは「前胃」、残り1つは「後胃」と呼ばれる。口から入った植物塊を発酵タンクである前胃内部の微生物に食べさせてこれを培養、他の動物と同等の機能を持つ後胃において、この微生物を殺し、分解している。つまり、実質的に栄養源となっているのは植物質ではなく、原生動物や細菌類などである。こうした消化システムは、盲腸や結腸で発酵を行うことに比べていくつかの点でメリットがある。1つは、吐き戻しを行うことで食物繊維の破砕を効率的に行えるということ。2つ目は、発酵タンクを兼ねる胃の容積が大きいため、食物を大量に溜め込むことが可能であるということ。3つ目は、肛門までの距離が長いため、時間をかけて発酵、効率的に栄養を吸収することが可能であるということ。4つ目は、以上の理由により、採餌の時間が限定されず、捕食者から逃れやすくなるということである。これにより、彼らは猪豚亜目やウマ目などの非反芻獣に対して優位に立っている。

## 分類

### 上位分類
- 鯨偶蹄目（偶蹄目） Cetartiodactyla（Artiodactyla）
  - 核脚亜目 Tylopoda
  - Artiofabula
    - 猪豚亜目 Suina
    - Cetruminantia[13]
      - 反芻亜目 Ruminantia
      - 鯨河馬形類[6] Whippomorpha

### 下位分類
†は絶滅
- マメジカ下目 Tragulina
  - †レプトメリックス科 Leptomerycidae
  - マメジカ科 Tragulidae - マメジカ
- 真反芻下目 Pecora
  - ジャコウジカ科 Moschidae - ジャコウジカ
  - シカ科 Cervidae - シカ、トナカイ、シフゾウなど
  - ウシ科 Bovidae - ウシ、ヤギ、ヒツジ、アンテロープなど
  - キリン上科 Giraffoidea
    - キリン科 Giraffidae - キリン、オカピなど
    - プロングホーン科 Antilocapridae - プロングホーンなど
    - †Climacoceratidae科

  - †パレオメリックス科 Palaeomerycidae
  - †Gelocidae科

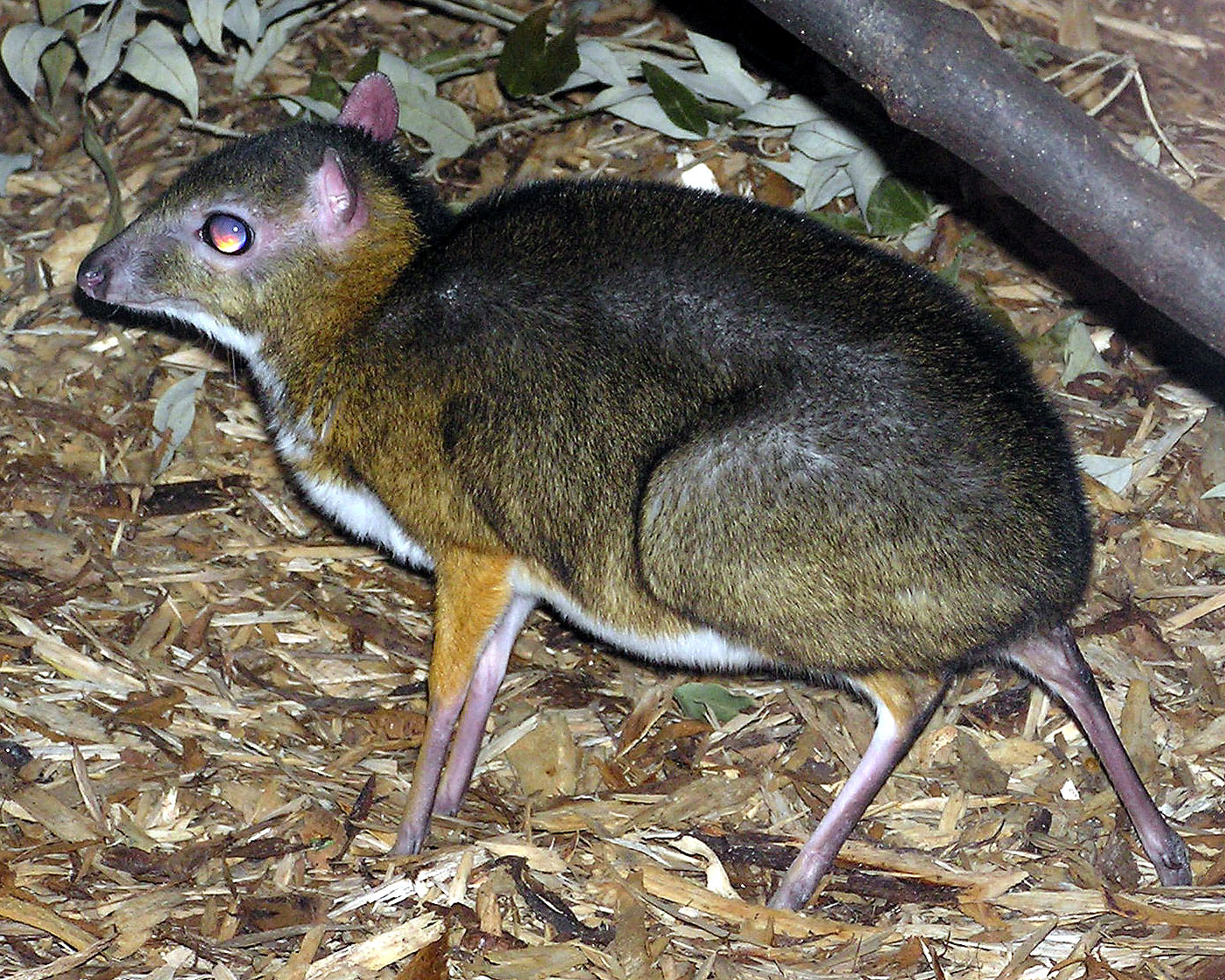
マメジカ
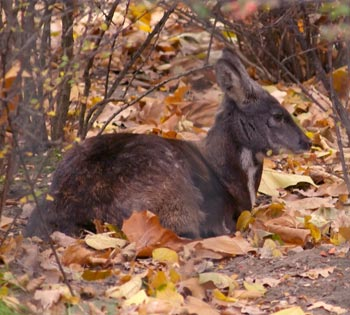
シベリアジャコウジカ
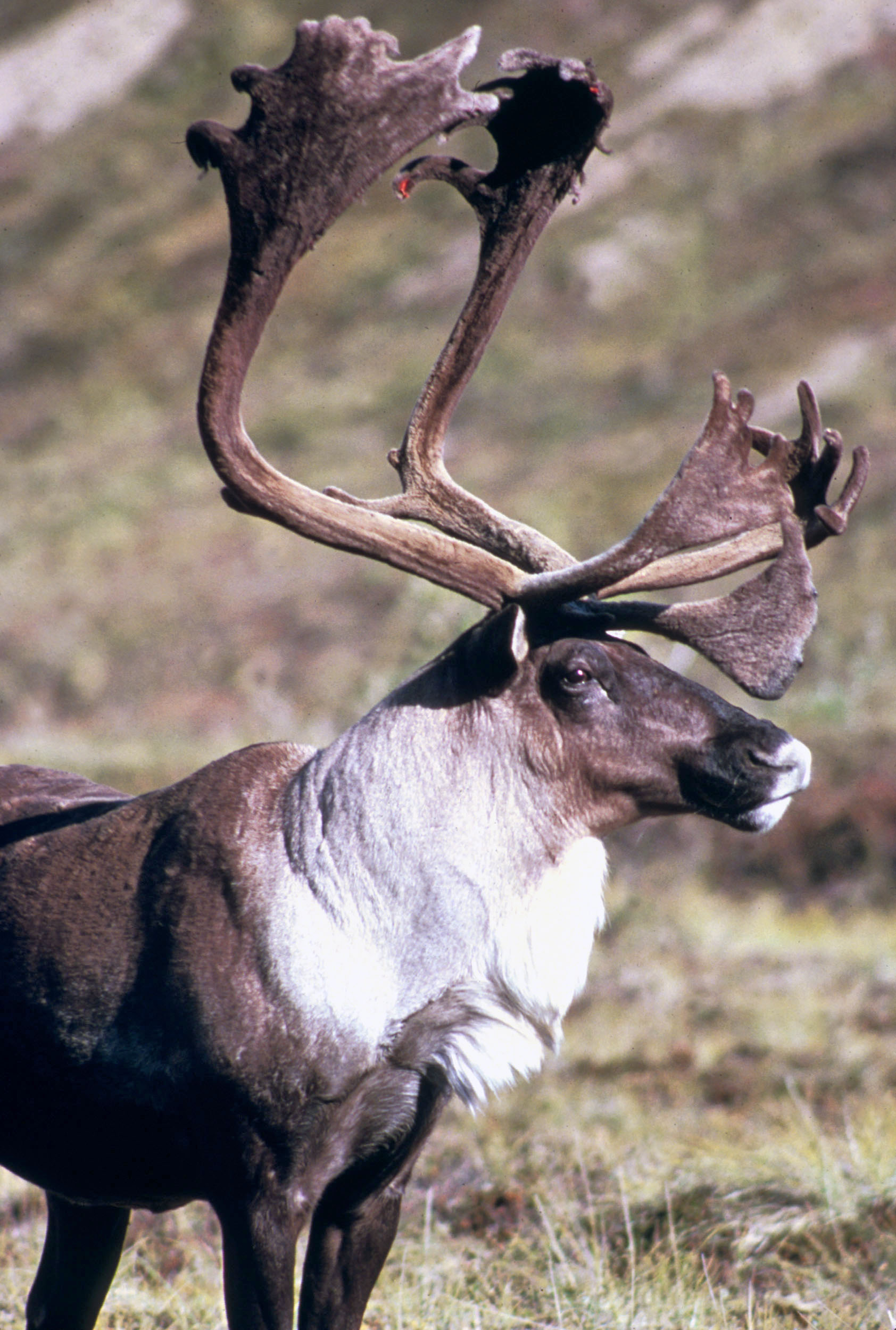
トナカイ
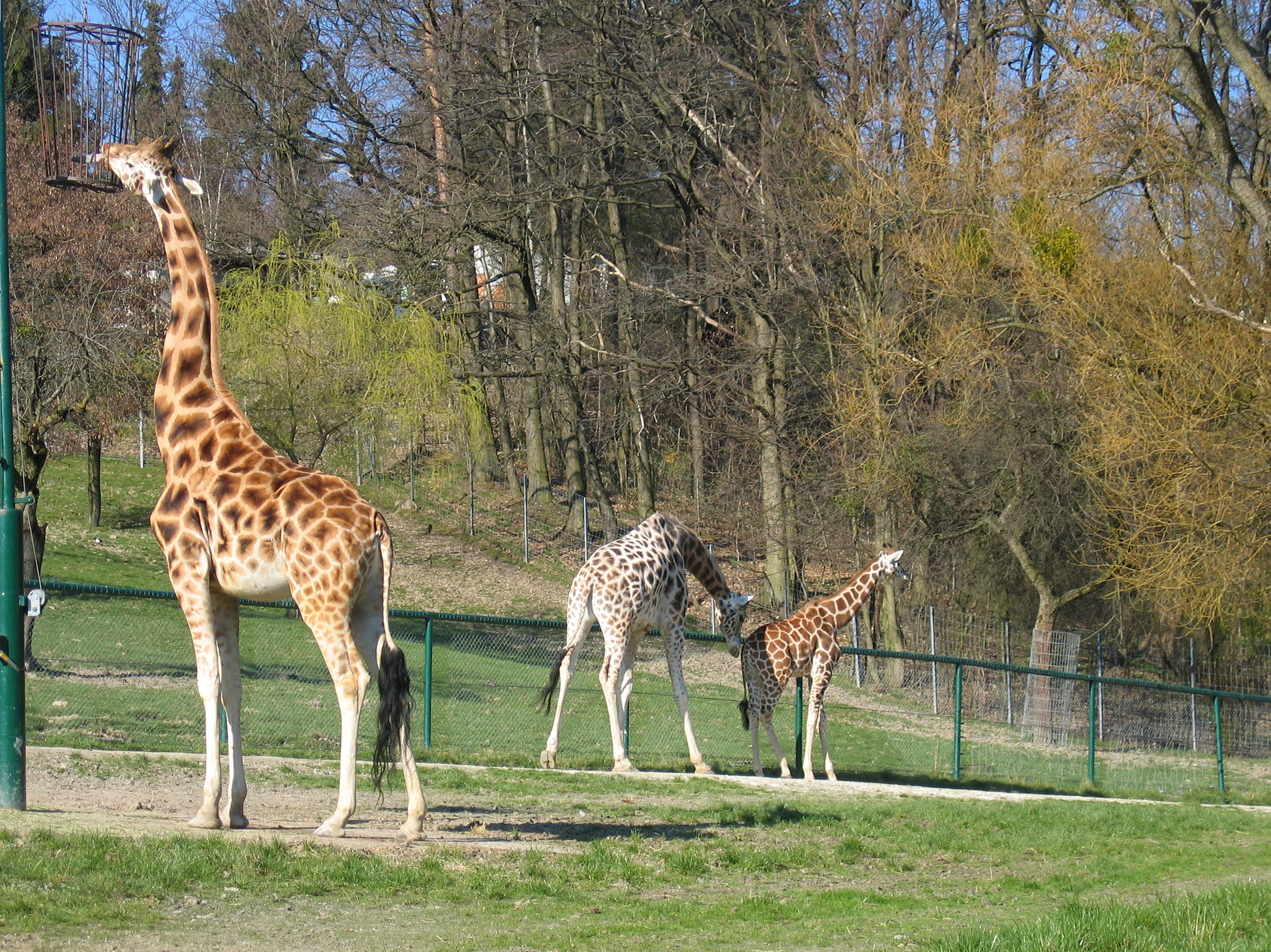
キリン
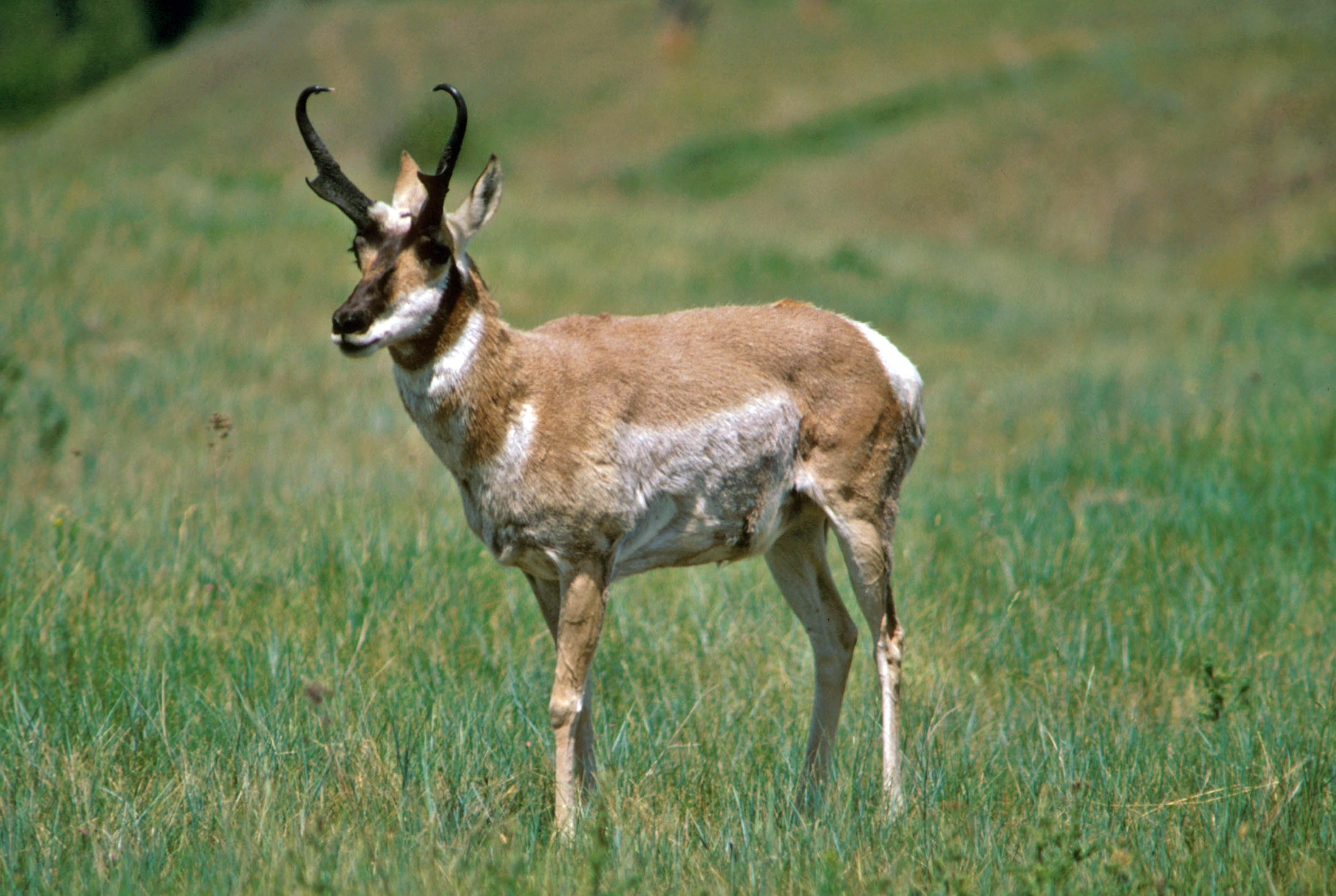
ブロングホーン
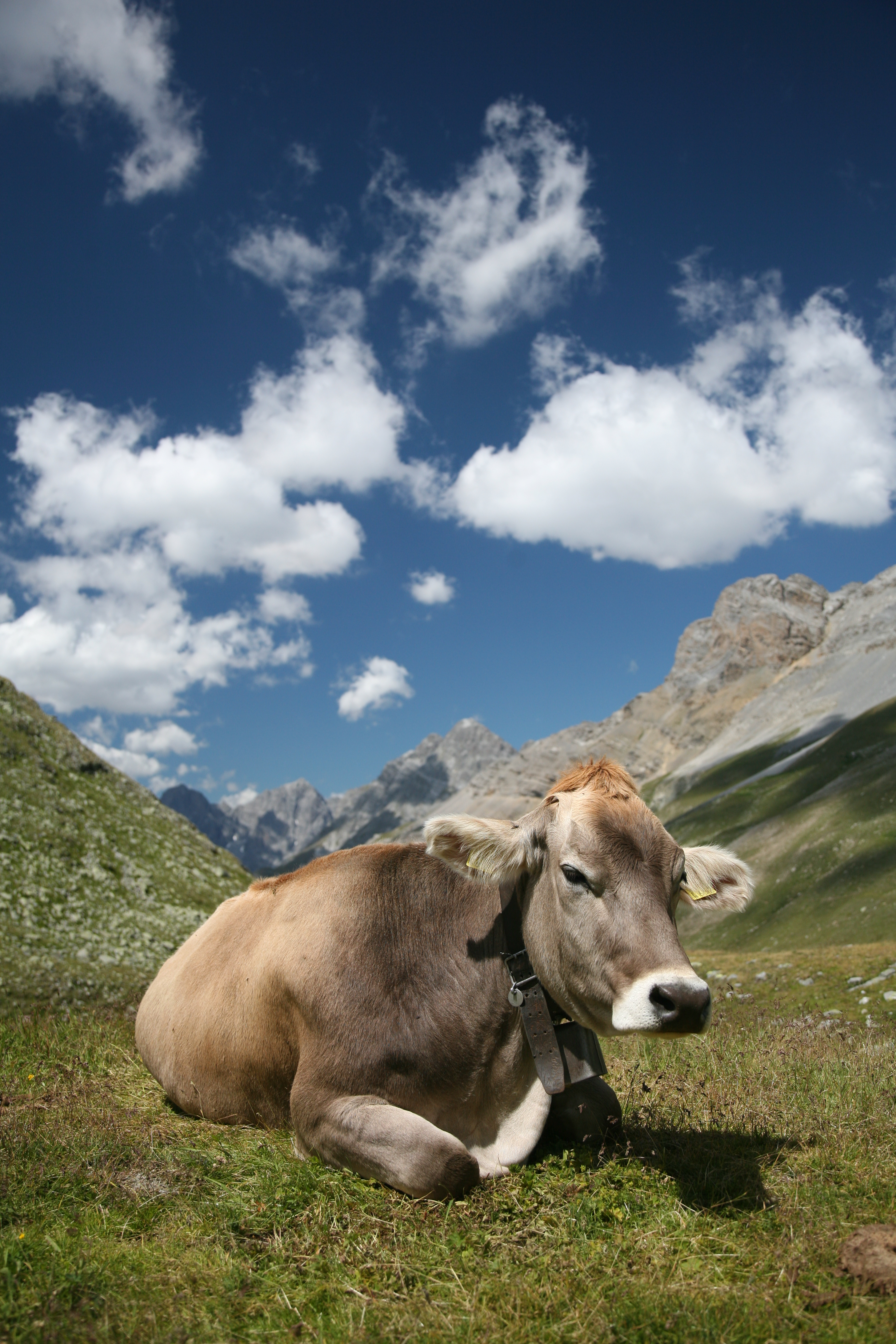
ウシ